# Halima Hachlaf

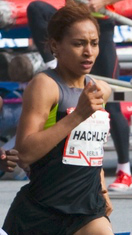
Halima Hachlaf vid ISTAF Berlin, 2012.

Halima Hachlaf, född den 6 september 1988 i Khénifra, är en marockansk friidrottare som tävlar i medeldistanslöpning. Hon är yngre syster till medeldistanslöparen Abdelkader Hachlaf.
Hachlafs genombrott kom när hon 2005 blev fyra på 800 meter vid VM för ungdomar. Hennes första mästerskap som senior var VM 2009 där hon blev utslagen i försöken. Samma öde gick hon till mötes vid inomhus-VM 2010 i Doha. 2009 deltog hon vid medelhavsspelen där hon blev silvermedaljör på 800 meter. 
Såväl vid OS i London 2012 som vid VM i Moskva 2013 tog hon sig till semifinal på 800 meter, och rankades som 11:a totalt.
Under 2010 vann hon Diamond League tävlingen i Rom på det nya personliga rekordet 1.58,40 vilket då var ett nytt världsårsbästa på distansen. Det personliga rekordet förbättrade hon året därpå i Oslo till 1.58,27, vilket också gav henne en andra seger i Diamond League.
Från 14 oktober 2013 till 18 december 2017 var Hachlaf avstängd från allt tävlande på grund av avvikelser i hennes "biologiska pass".

## Personliga rekord
- 800 meter – 1.58,27 (Oslo, 9 juni 2011)
- 1 500 meter – 4.06,69 (Rabat, 9 juni 2013)